# Łęg właściwy

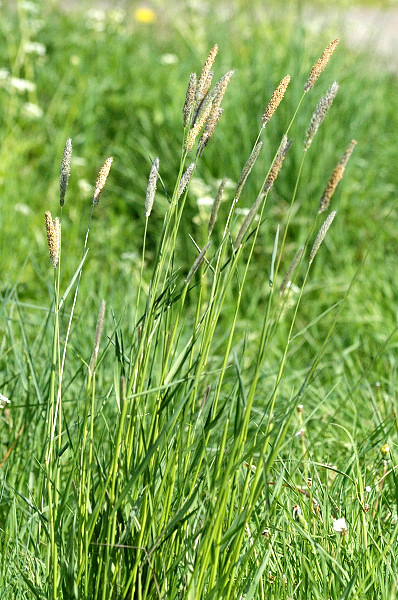
Łąka wyczyńcowa

Łęg właściwy – rodzaj łąki zajmującej siedliska wilgotne. Występuje zwykle w dolinach rzecznych na wyższych, rzadziej zalewanych terasach. Gleba to różnego typu mady, z dużą ilością próchnicy oraz części pylastych i ilastych, nietorfiejące. Odczyn gleby lekko kwaśny do obojętnego (pH=5,5÷7). Woda gruntowa 30–120 cm pod powierzchnią. Odpływ swobodny. Żyzność dobra. Użytkowane jako tzw. łąki wyczyńcowe.

## Fitosocjologia
W odróżnieniu od innych łąk łęgowych typowy łęg właściwy rzadko porasta roślinność szuwarowa z klasy Phragmitetea, choć występuje w wariantach bardziej wilgotnych. W miejscach mniej wilgotnych występują zbiorowiska z klasy Molinio-Arrhenatheretea. Dominantami są trawy – wyczyniec łąkowy (Alopecurus pratensis), mozga trzcinowata (Phalaris arundinacea), wiechlina błotna (Poa palustris) lub turzyce – turzyca zaostrzona (Carex gracilis). Towarzyszą im takie gatunki jak: mietlica biaława (Agrostis alba), wiechlina zwyczajna (Poa trivialis), wiechlina łąkowa (Poa pratensis), kostrzewa łąkowa (Festuca pratensis), śmiałek darniowy (Deschampsia caespitosa), przytulia błotna (Galium palustre), jaskier rozłogowy (Ranunculus repens), jaskier ostry (Ranunculus acer), szczaw zwyczajny (Rumex acetosa), tojeść rozesłana (Lysimachia nummularia), knieć błotna (Caltha palustris), firletka poszarpana (Lychnis flos-cuculi), krwawnik pospolity (Achillea millefolium).